# Caecogobius
Caecogobius is een monotypisch geslacht van straalvinnige vissen uit de familie van de grondels (Gobiidae).

## Soort
- Caecogobius cryptophthalmus Berti & Ercolini, 1991